# Andrea Martí
Andrea Martí Velázquez (Città del Messico, 31 agosto 1987) è un'attrice messicana.

## Biografia
Ha iniziato la carriera da attrice recitando nella serie televisiva Pobee Rico Pobre nel 2008. Il suo primo ruolo principale è stato nella serie televisiva La mujer de Judas nel 2012.

## Filmografia

### Televisione
- Pobre Rico Pobre - serie TV (2008-2009)
- Una donna in vendita (Mujer comprada)  - serie TV (2009-2010)
- Prófugas del Destino - serie TV (139 episodi) (2010-2011)
- La mujer de Judas - serie TV (165 episodi) (2012)
- Prohibido Amar - serie TV (2013-2014)
- Las Bravo - serie TV (2014-2015)
- La querida del Centauro - serie TV (16 episodi) (2016-2017)
- Lotería del crimen - serie TV (1 episodio) (2024)